# Teorema de representación de Kolmogórov-Arnold
En análisis real y en teoría de la aproximación, el teorema de representación de Kolmogórov-Arnold (o teorema de superposición) establece que cada función continua multivariable {\displaystyle f\colon [0,1]^{n}\to \mathbb {R} } se puede representar como una superposición de la suma con dos argumentos de funciones continuas de una variable. Su demostración supuso la resolución de una forma más restringida del decimotercer problema de Hilbert, por lo que el propio decimotercer problema original de Hilbert figura como un corolario del teorema.
Los trabajos de Vladímir Arnold y de Andréi Kolmogórov establecieron que si f es una función continua multivariable, entonces f puede escribirse como una composición finita de funciones continuas de una sola variable y la operación binaria de adición. Más específicamente,
{\displaystyle f(\mathbf {x} )=f(x_{1},\ldots ,x_{n})=\sum _{q=0}^{2n}\Phi _{q}\!\left(\sum _{p=1}^{n}\phi _{q,p}(x_{p})\right)}.
donde {\displaystyle \phi _{q,p}\colon [0,1]\to \mathbb {R} } y {\displaystyle \Phi _{q}\colon \mathbb {R} \to \mathbb {R} }; y siendo las 2n+1 funciones {\displaystyle \Phi _{q}} y las (2n+1)n funciones {\displaystyle \phi _{q,p}} todas ellas funciones continuas y de una sola variable.
Existen demostraciones del teorema con construcciones específicas.
En cierto sentido, demostraron que la única función multivariada verdadera es la suma, ya que cualquier otra función se puede escribir usando funciones univariables y la suma.: 180 

## Historia
El teorema de representación de Kolmogorov-Arnold está estrechamente relacionado con el decimotercer problema de Hilbert. En su conferencia al Congreso Internacional de Matemáticos de París en 1900, David Hilbert formuló 23 problemas que, en su opinión, eran importantes para el desarrollo posterior de las matemáticas. El decimotercero de estos problemas trataba de la solución de ecuaciones generales de grados superiores. Se sabe que para ecuaciones algebraicas de grado cuatro la solución se puede calcular mediante fórmulas que solo contienen radicales y operaciones aritméticas. Para órdenes superiores, la teoría de Galois demuestra que las soluciones de ecuaciones algebraicas no se pueden expresar en términos de operaciones algebraicas básicas. De la llamada transformación de Tschirnhaus se deduce que la ecuación algebraica general
{\displaystyle x^{n}+a_{n-1}x^{n-1}+\cdots +a_{0}=0}
se puede traducir a la forma {\displaystyle y^{n}+b_{n-4}y^{n-4}+\cdots +b_{1}y+1=0}. La transformación de Tschirnhaus viene dada por una fórmula que contiene solo radicales y operaciones y transformadas aritméticas. Por tanto, la solución de una ecuación algebraica de grado {\displaystyle n} se puede representar como una superposición de funciones de dos variables si {\displaystyle n<7} y como una superposición de funciones de {\displaystyle n-4} variables si {\displaystyle n\geq 7}. Para {\displaystyle n=7}, la solución es una superposición de operaciones aritméticas, radicales y la solución de la ecuación {\displaystyle y^{7}+b_{3}y^{3}+b_{2}y^{2}+b_{1}y+1=0}.
Parece imposible una mayor simplificación con transformaciones algebraicas, lo que llevó a Hilbert a la conjetura de que "una solución de la ecuación general de grado 7 no puede representarse como una superposición de funciones continuas de dos variables". Esto explica la relación del decimotercer problema de Hilbert con la representación de una función de dimensiones superiores como superposición de funciones de dimensiones inferiores. En este contexto, ha estimulado muchos estudios en teoría de funciones y otros problemas relacionados por parte de diferentes autores.
Kolmogórov declaró que este resultado fue el más difícil desde el punto de vista técnico al que se había enfrentado y el que le exigió un período más largo de concentración en el mismo problema.

## Variantes
Una variante del teorema de Kolmogorov que reduce el número de las funciones externas {\displaystyle \Phi _{q}} se debe a George Lorentz. Demostró en 1962 que las funciones externas {\displaystyle \Phi _{q}} pueden reemplazarse por una única función {\displaystyle \Phi }. Más precisamente, Lorentz demostró la existencia de funciones {\displaystyle \phi _{q,p}}, {\displaystyle q=0,1,\ldots ,2n}, {\displaystyle p=1,\ldots ,n,} tales que
{\displaystyle f(\mathbf {x} )=\sum _{q=0}^{2n}\Phi \!\left(\sum _{p=1}^{n}\phi _{q,p}(x_{p})\right)}.
David Sprecher reemplazó las funciones internas {\displaystyle \phi _{q,p}} por una única función interna con un cambio apropiado en su argumento. Demostró que existen valores reales {\displaystyle \eta ,\lambda _{1},\ldots ,\lambda _{n}}, una función continua {\displaystyle \Phi \colon \mathbb {R} \rightarrow \mathbb {R} } y una función real creciente continua {\displaystyle \phi \colon [0,1]\rightarrow [0,1]} con {\displaystyle \phi \in \operatorname {Lip} (\ln 2/\ln(2N+2))}, para {\displaystyle N\geq n\geq 2}, tales que
{\displaystyle f(\mathbf {x} )=\sum _{q=0}^{2n}\Phi \!\left(\sum _{p=1}^{n}\lambda _{p}\phi (x_{p}+\eta q)+q\right)}.
Phillip A. Ostrand generalizó el teorema de superposición de Kolmogorov a espacios métricos compactos. Para {\displaystyle p=1,\ldots ,m}, sea {\displaystyle X_{p}} un conjunto de espacios métricos compactos de dimensión finita {\displaystyle n_{p}} y sea {\displaystyle n=\sum _{p=1}^{m}n_{p}}. Entonces, existen funciones continuas {\displaystyle \phi _{q,p}\colon X_{p}\rightarrow [0,1],q=0,\ldots ,2n,p=1,\ldots ,m} y funciones continuas {\displaystyle G_{q}\colon [0,1]\rightarrow \mathbb {R} ,q=0,\ldots ,2n} tales que cualquier función continua {\displaystyle f\colon X_{1}\times \dots \times X_{m}\rightarrow \mathbb {R} } es representable en la forma
{\displaystyle f(x_{1},\ldots ,x_{m})=\sum _{q=0}^{2n}G_{q}\!\left(\sum _{p=1}^{m}\phi _{q,p}(x_{p})\right)}.

## Limitaciones
El teorema no se cumple en general para funciones complejas multivariable, como se analiza aquí. Además, la falta de suavidad de las funciones internas y su "comportamiento salvaje" ha limitado el uso práctico de la representación, aunque existe cierto debate al respecto.

## Lectura adicional
- S. Sí. Khavinson, "Mejor aproximación por superposiciones lineales (nomografía aproximada)", Traducciones AMS de monografías matemáticas (1997)